# Кульмбах, Ганс фон
Ганс фон Кульмбах (нем. Hans von Kulmbach; настоящее имя Ганс (Ханс) Зюсс, нем.  Hans Sűss; 1476, Кульмбах — между 29 ноября и 3 декабря 1522, Нюрнберг) — немецкий художник Северного Возрождения: живописец, рисовальщик и гравёр на дереве.

## Биография
Ганс был родом из Кульмбаха, Верхняя Франкония, Бавария. Учился у Якопо де Барбари и с 1502 года в мастерской Альбрехта Дюрера в Нюрнберге. Считается самым талантливым последователем Дюрера.

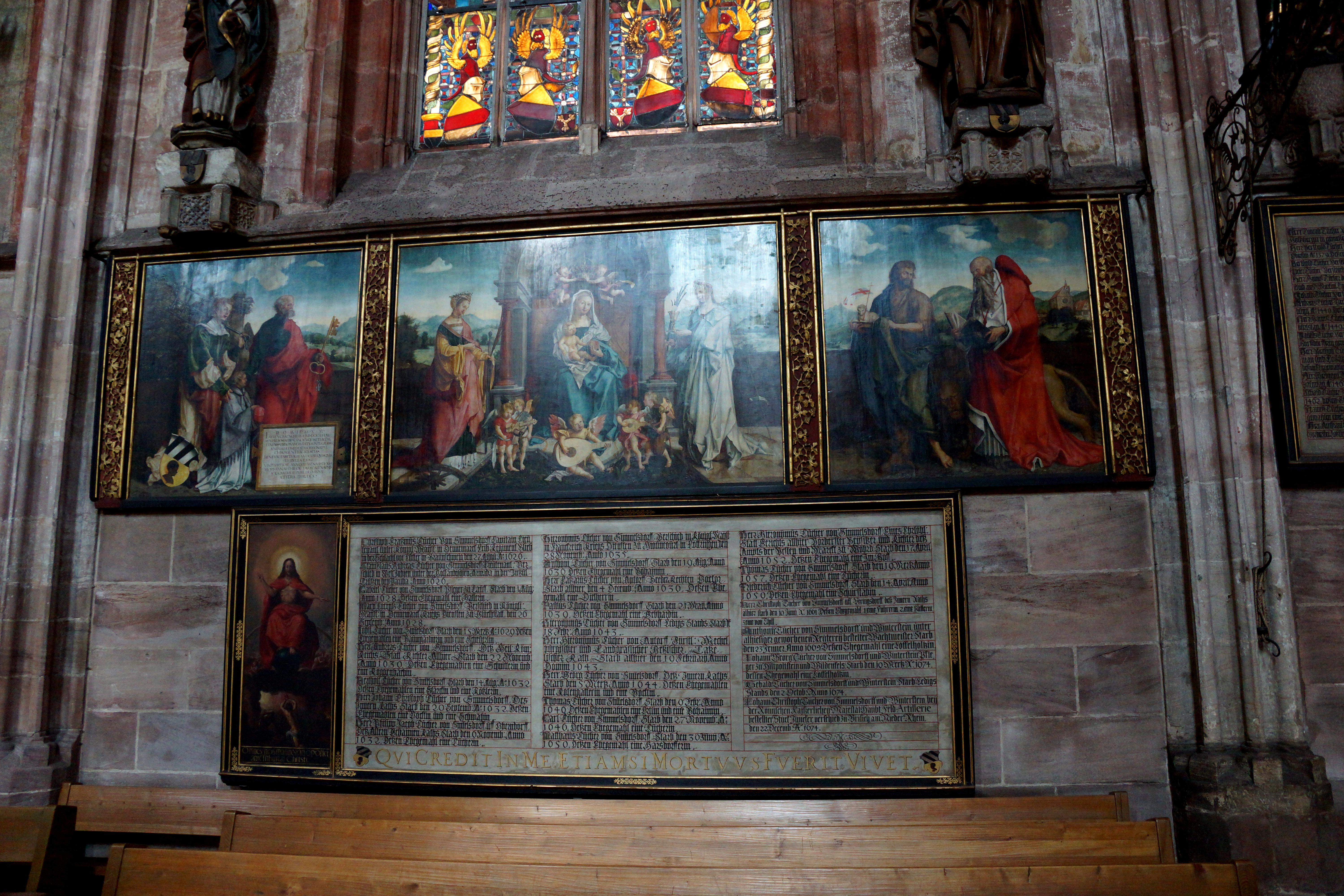
Эпитафия Тухера. Церковь Святого Зебальда, Нюрнберг

После того, как Дюрер в 1510 году оставил работу над алтарными образами, Кульмбах взял на себя большую часть его заказов. Он писал исторические картины и портреты, хотя и не столь мастерские в отношении рисунка, как произведения Дюрера, однако, характерные тонкостью тональных переходов и градациями светотени. Он выполнял заказы императора Максимилиана I и маркграфа Казимира Гогенцоллерна фон Бранденбург-Кульмбаха. Кроме картин и ксилографий (гравюр на дереве) Кульмбах выполнял рисунки для витражей. Его лучшими работами были витраж Максимилиана, витраж Маркграфа в церкви святого Зебальда, в Нюрнберге, витраж Вельзера в церкви Фрауэнкирхе и алтарь Святого Николая в церкви Святого Лаврентия в Нюрнберге.
Его главные произведения — «Эпитафия Тухера» в церкви святого Зебальда, в Нюрнберге, две боковые створки триптиха, «Святой Иоаким со святой Анной», «Святой Вилибранд со святым Бенедиктом» (в мюнхенской Пинакотеке), «Поклонение волхвов» (в Берлинской картинной галере).
В 1511 и 1514—1516 годах он работал в Кракове над алтарными картинами в стиле близком Дюреру. В 1511 году он закончил алтарь Девы Марии на Скалке в Кракове. К числу его лучших работ относятся алтари Святых Екатерины и Иоанна, также находящиеся в Кракове.
Позднее у него была собственная мастерская в Нюрнберге. Среди его покровителей был коммерсант и меценат Ганс Бонер.

## Галерея

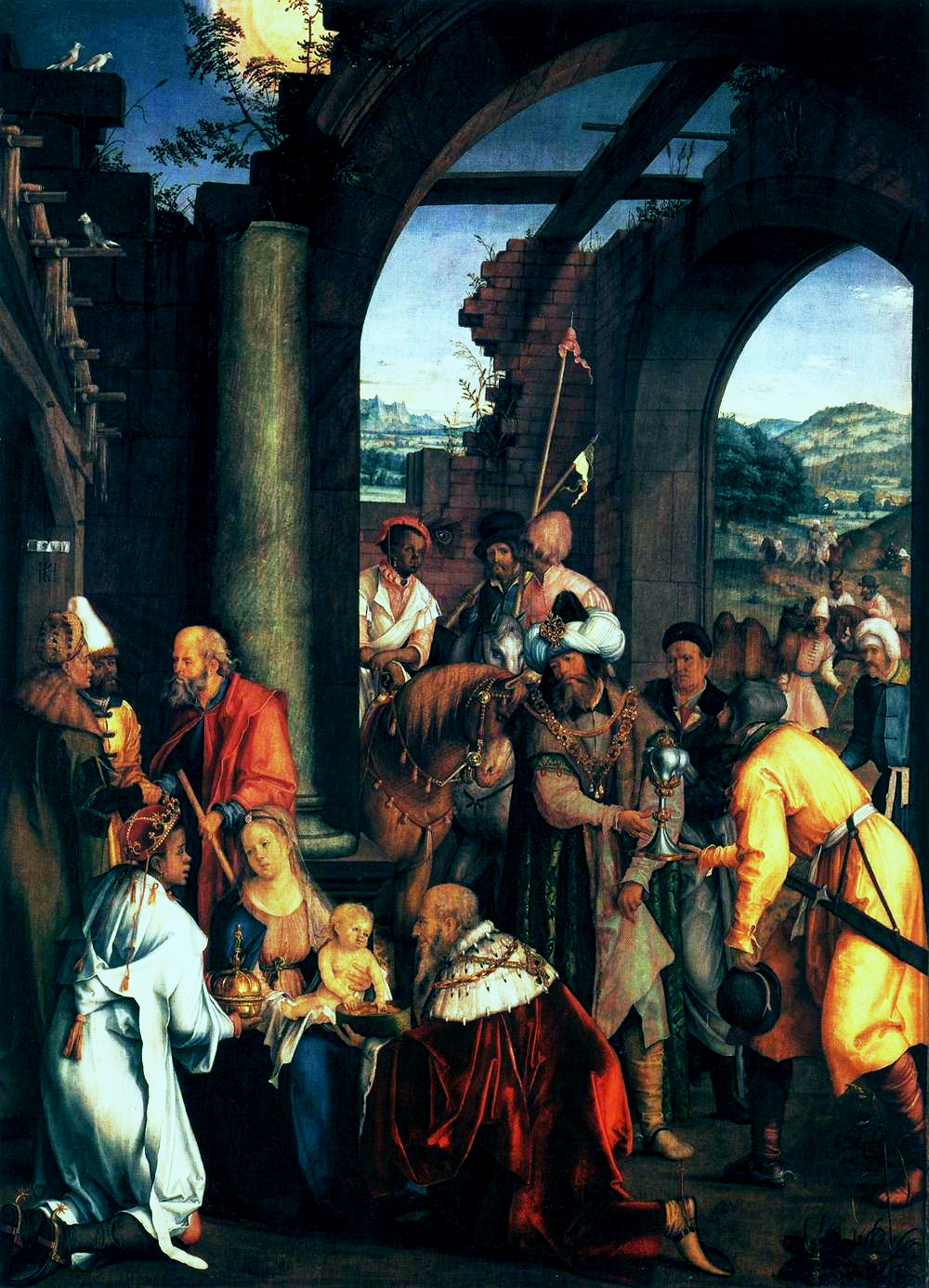
Поклонение волхвов. 1511. Дерево, масло. Берлинская картинная галерея
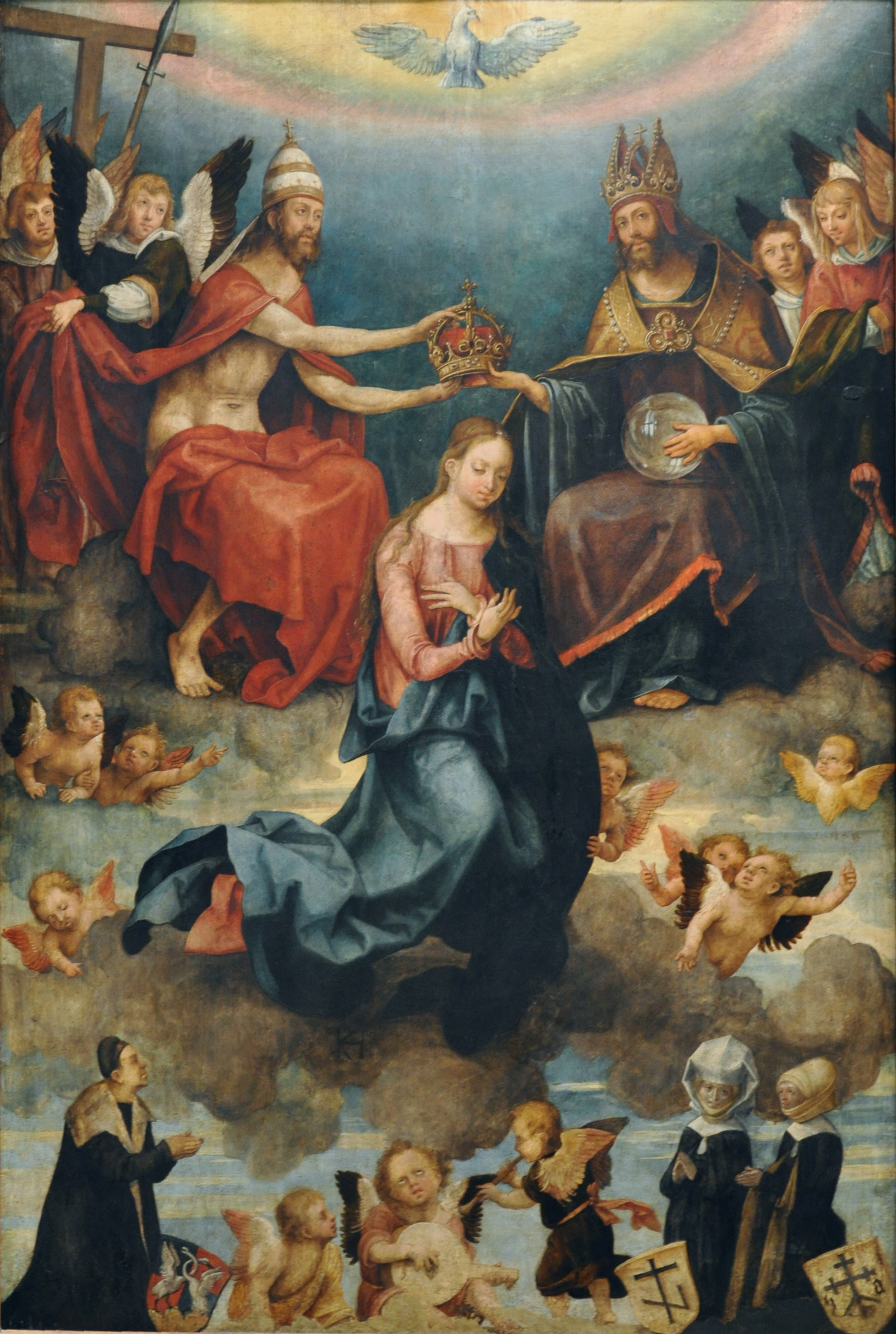
Коронование Девы Марии. 1514. Дерево, масло. Музей истории искусств, Вена
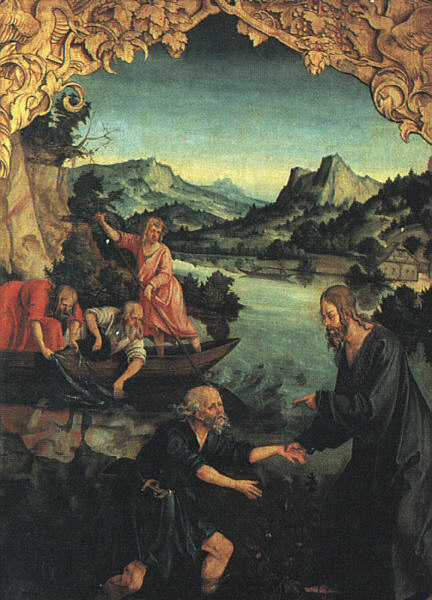
Призвание Святого Петра. 1514. Дерево, масло. Уффици, Флоренция
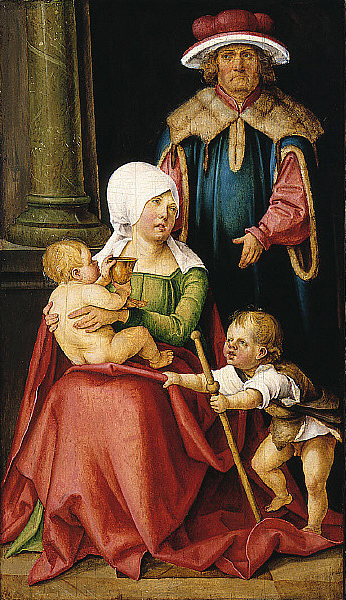
Заведей и Мария Саломия с сыновьями Иаковом Старшим и Иоанном Евангелистом. 1511. Дерево, масло. Музей искусств Сент-Луиса, Миссури, США
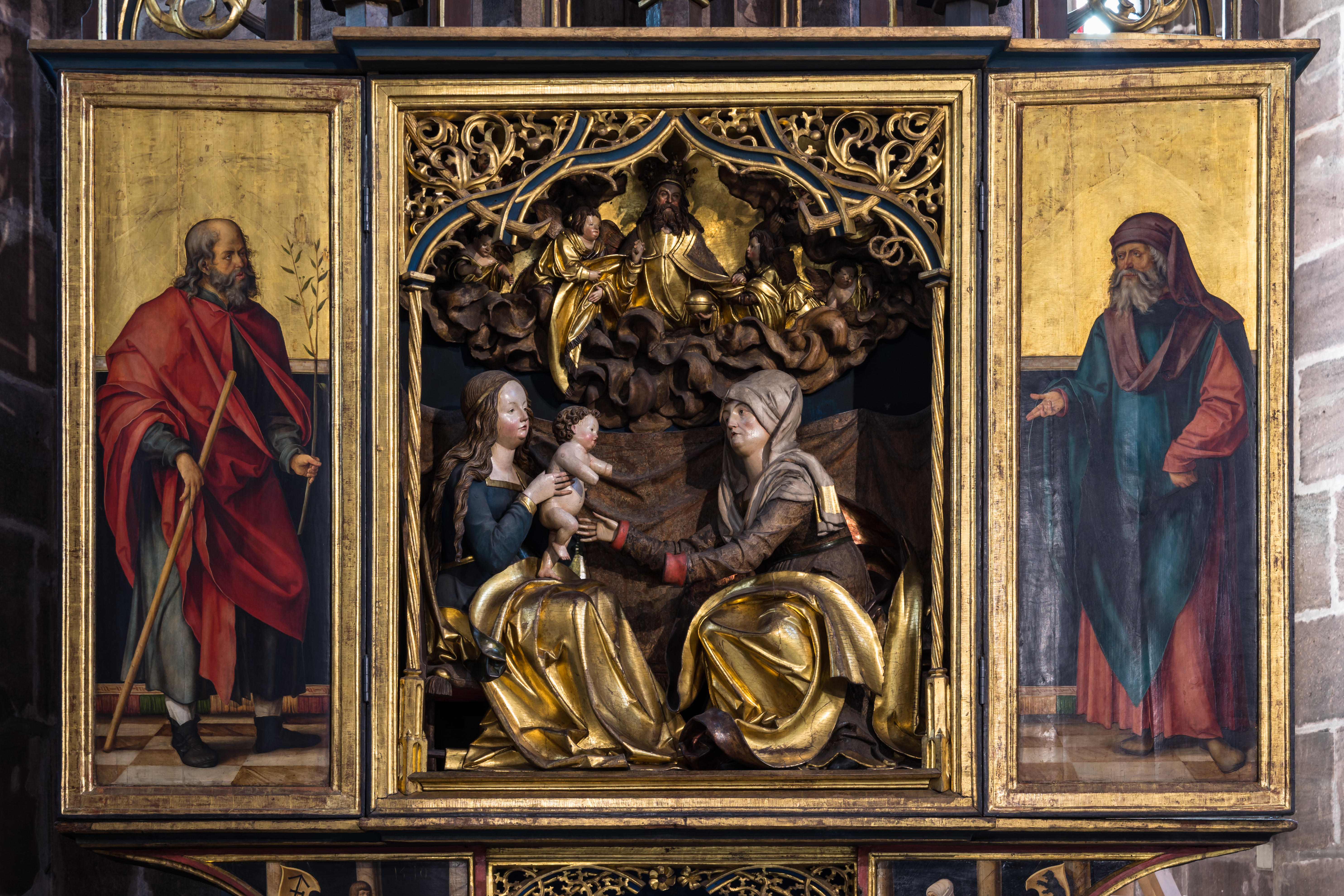
Алтарь Святой Анны в церкви Святого Лаврентия в Нюрнберге. 1510. Дерево,  темпера, золочение
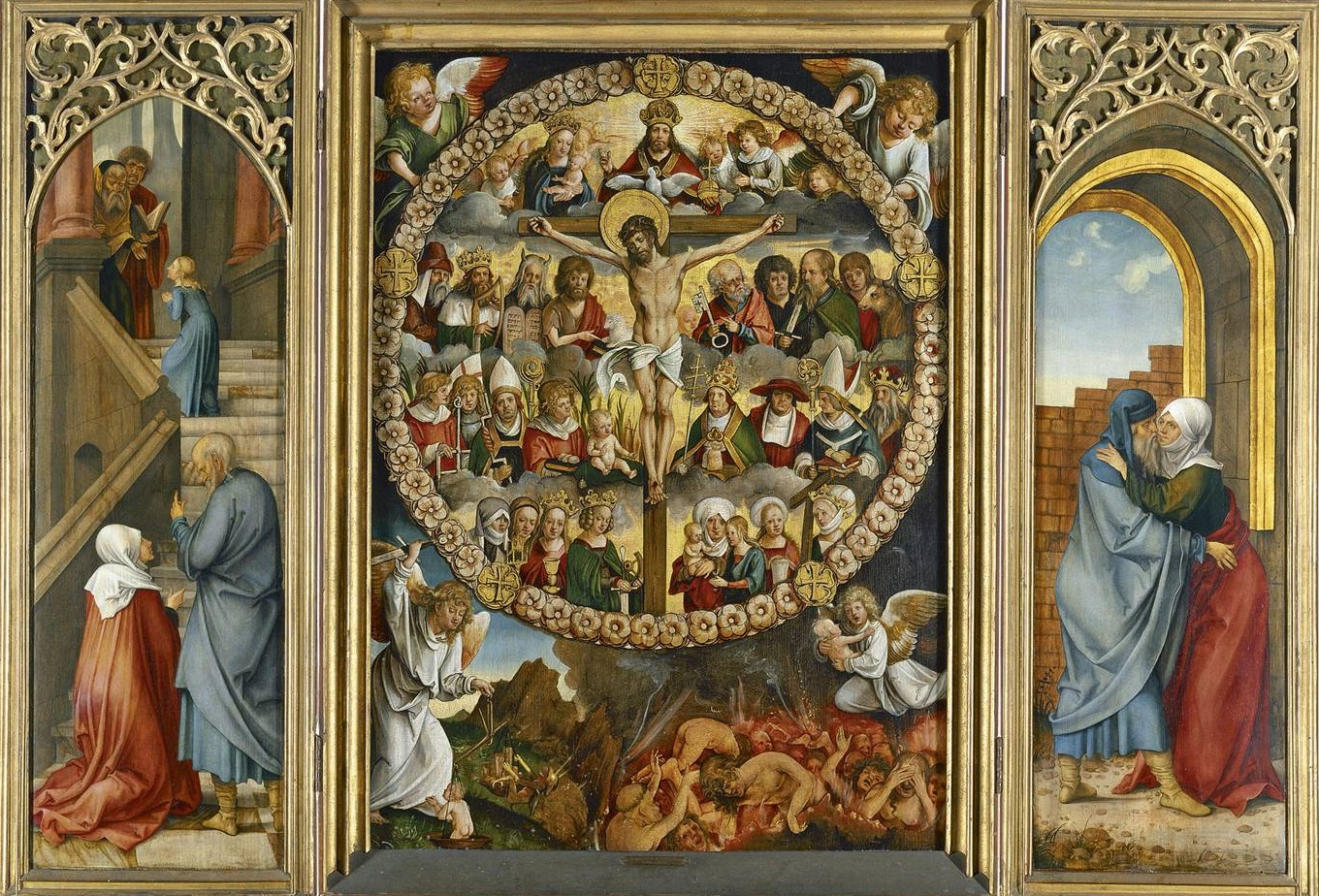
Триптих Розария. Ок. 1510. Дерево, масло. Музей Тиссена-Борнемисы, Мадрид
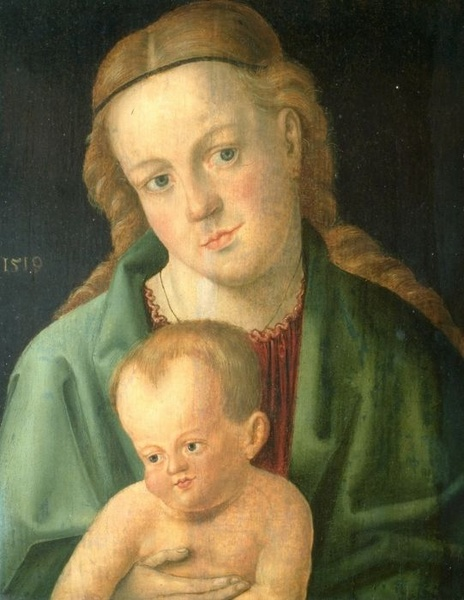
Дева Мария с Младенцем. 1519. Дерево, масло. Берлинская картинная галерея